# Sammlung Dalp
Die Sammlung Dalp ist eine der ältesten und bedeutendsten Buchreihen des A. Francke Verlags, in der seit 1946 vor allem Einführungen und Spezialuntersuchungen zu den Geisteswissenschaften erscheinen. Der Francke Verlag in Bern wurde 1831 als Dalp’sche Buchhandlung von Johann Felix Jacob Dalp (1793–1851) gegründet.
Der erste Band der Reihe war das Buch Was ist Leben? : die lebende Zelle mit den Augen des Physikers betrachtet des Physikers und Nobelpreisträgers Erwin Schrödinger (1887–1961).

## Übersicht
(katalog.ub.uni-leipzig.de)
- 1. Was ist Leben? : die lebende Zelle mit den Augen des Physikers betrachtet (1946). Erwin Schrödinger.
- 2. Einführung in die Philosophie (c1949)
- 3. Die kosmischen Strahlen (1946)
- 5. Erforschte Welt : die wichtigsten Ergebnisse der naturwissenschaftlichen Forschungen (1946)
- 6. Religion und Frühkapitalismus : eine historische Studie; (Vorlesungen der Henry-Scott-Holland-Gedächtnisstiftung, 1922) (1946)
- 9. Geistige Strömungen in England im 19. Jahrhundert (1946)
- 10. Einführung in die Farbenlehre (1947)
- 11. Philosophie der Naturwissenschaft (1939)
- 12. Der wirtschaftliche Wohlstand : eine kurze Darlegung der Ursachen wirtschaftlichen Wohlergehens (1948)
- 14. Kleines Lexikon der Antike : umfassend die griechisch-römische Welt von ihren Anfängen bis zum Beginn des Mittelalters (6. Jh. n. Chr.) (1974)
- 15. Kleines literarisches Lexikon. 1, Autoren : 1, von den Anfängen bis zum 19. Jahrhundert (1969)
- 15-17. Kleines literarisches Lexikon (1953)
- 16. Kleines literarisches Lexikon. 2 (1961)
- 16a. Kleines literarisches Lexikon. Bd. 2, T. 1, Autoren : 2, 20. Jahrhundert ; Teil 1 : A – K (1972)
- 16b. Kleines literarisches Lexikon. Bd. 2, T. 2, Autoren : 2, 20. Jahrhundert ; Teil 2 : L – Z (1973)
- 17. Kleines literarisches Lexikon. 3, Sachbegriffe / bearb. von Dieter Baacke .. (1966)
- 18. Einführung in die Astronomie (1946)
- 20. Die Schweiz im Altertum (1946)
- 23. Lexikon der Politik : politische Begriffe, Namen, Systeme, Gedanken und Probleme aller Länder (1967)
- 25. Sozial- und Wirtschaftsgeschichte Europas im Mittelalter ([1946])
- 26. Die Entstehung des Alten Testaments (1953)
- 28. Das Virus : der Feind des Lebens ([1947])
- 29. Practica musica : vom Umgang mit alter Musik (1959)
- 31. Lenkende Kräfte des Organischen ([1947])
- 32. Die Psychoanalyse (1949)
- 33. Sitte und Verbrechen bei den Naturvölkern ([ca. 1949])
- 34. Diplomatie (1947)
- 35. Luther : die deutsche Tragödie 1521 (1953). Meissinger, Karl August
- 36. Schule des Denkens : vom Loesen mathematischer Probleme (1967)
- 37. Geschichte der amerikanischen Literatur (1952)
- 38. Einführung in die Kollektivpsychologie (1948)
- 39. Die englische Revolution 1688–1689 (1950)
- 40. Die internationalen Wirtschaftsbeziehungen ([1948])
- 41. Sokrates : sein Bild in Dichtung und Geschichte (1994)
- 43. Die ersten Bewohner der Schweiz : das alpine Paläolithikum (1947)
- 44. Die Atomenergie und ihre Ausnutzung (1947)
- 47. Propheten ihrer Völker : Mill, Michelet, Mazzini, Treitschke, Dostojewski; Studien zum Nationalismus des 19. Jahrhunderts (1948)
- 48. Der Werdegang der exakten Wissenschaft : Jeans, James (1947)
- 49. Die Ursprünge des modernen Kapitalismus : ein historischer Grundriß (1948)
- 50. Europäische Philosophie der Gegenwart (1951)
- 51. Psychologie der Jugendzeit : Seelische Entwicklung der Kinder und Jugendlichen, Charakterzüge und Fehler (1948)
- 52. Übersinnliche Erscheinungen bei Naturvölkern ([1948])
- 54. Lachen und weinen : eine Untersuchung nach den Grenzen menschlichen Verhaltens (1950)
- 55. Von der Steinzeit zum Christentum : Monotheismus und geschichtliches Werden (1949)
- 56. Geschichte der politischen Ideen (1955)
- 59. Die Biographie : Einführung in ihre Geschichte und ihre Problematik (1948)
- 60. Der Beginn der Weltgeschichte : von Fritz Kern. Mit e. Geleitw. von H. Trimborn (1953)
- 62. Kolonialgeschichte der Neuzeit : die Epochen der europäischen Ausbreitung über die Erde; mit 10 Kt. im Text (1949)
- 63. Jeremias Gotthelf : eine Einführung in seine Werke (1960)
- 64. Griechischer Glaube (1950)
- 65. Der Weg des Universums (1948)
- 66. Grundprobleme der antiken Philosophie (1959)
- 70. Das Zeitalter Goethes (1949)
- 71. Das Wunder der Sprache : Probleme, Methoden und Ergebnisse der modernen Sprachwissenschaft (1957)
- 73. Der Marxismus : Lehre – Wirkung – Kritik (1950)
- 74. Das grosse Buch : Einführung in die Bibel (1960)
- 76. Talent und Genie : Grundzüge einer Begabungspsychologie (1952)
- 78. Heldenlied und Heldensage (1961)
- 81. Form und Innerlichkeit : Beiträge zur Geschichte und Wirkung der deutschen Klassik und Romantik (1955)
- 82. Die Kunstformen des Barockzeitalters : vierzehn Vorträge von Hans Barth ... (1956)
- 83. Friedrich Nietzsche : der Weg zum Nichts (1956)
- 84. Der Zauber Platons (1957)
- 85. Falsche Propheten : Hegel, Marx und die Folgen (1958)
- 86. Amerikas industrielle Entwicklung : von der Zeit der Pioniere zur Ära von Big Business (1958)
- 87. Zen : Geschichte und Gestalt (1959)
- 88. Ernst Barlach : Wesen und Werk (1958)
- 89. Gestaltungen sozialen Lebens bei Tier und Mensch (1958)
- 90. Mimesis : dargestellte Wirklichkeit in der abendländischen Literatur (1959)
- 93. Interpretenlexikon der Instrumentalmusik (1964)
- 94. Geschichte der deutschen Novelle (1963)
- 95. Der Essay : Form und Geschichte (1964)
- 99. Das literarische Chanson in Deutschland (1966)
- 100. Der christliche Glaube angesichts der Weltreligionen (1967)
- 101. Geschichte der deutschen Lyrik vom Ausgang des Mittelalters bis zu Goethes Tod (1967)
- 102. Einführung in die politische Wissenschaft (1968)
- 103. Geschichte des deutschen Romans. 1 (1972)
- 104. Religion und Wissenschaft. Ihr Verhältnis von den Anfängen bis zur Gegenwart. 1972 (postum)
- 105. Geschichte des deutschen Romans. 2 (1975)
- 106 Emmel, Hildegard: Der Weg in die Gegenwart. Geschichte des deutschen. Romans, Band III (1978)